# Seznam zápasů české fotbalové reprezentace 2005
V roce 2005 odehrála česká fotbalová reprezentace celkem 12 mezistátních zápasů, z toho 10 kvalifikačních o MS 2006 (8 kvalifikačních a 2 barážové) a 2 přátelské. Celková bilance byla 9 výher a 3 prohry. Hlavním trenérem byl Karel Brückner.

## Přehled zápasů
| 9. února 2005 přátelský |       |                              |                                                             |
| Slovinsko               | 0 – 3 | Česko                        | Petrol Arena, Celje diváci: 4 000 rozhodčí: Mario Strahonja |
|                         |       | 10' Koller 47' Jun 79' Polák | Petrol Arena, Celje diváci: 4 000 rozhodčí: Mario Strahonja |

| 26. března 2005 kvalifikace MS 2006, skupina 1 |       |                                           |                                                                 |
| Česko                                          | 4 – 3 | Finsko                                    | Na Stínadlech, Teplice diváci: 16 200 rozhodčí: Claus Bo Larsen |
| Baroš 7' Rosický 34' Polák 58' Lokvenc 87'     |       | 46' Litmanen 73' Riihilahti 79' Johansson | Na Stínadlech, Teplice diváci: 16 200 rozhodčí: Claus Bo Larsen |

| 30. března 2005 kvalifikace MS 2006, skupina 1 |       |                                                          |                                                                            |
| Andorra                                        | 0 – 4 | Česko                                                    | Comunal de Aixovall, Andorra la Vella diváci: 900 rozhodčí: Stefan Messner |
|                                                |       | 31' (pen.) Jankulovski 40' Baroš 53' Lokvenc 90' Rosický | Comunal de Aixovall, Andorra la Vella diváci: 900 rozhodčí: Stefan Messner |

| 4. června 2005 kvalifikace MS 2006, skupina 1                                                    |       |           |                                                               |
| Česko                                                                                            | 8 – 1 | Andorra   | Stadion U Nisy, Liberec diváci: 9 520 rozhodčí: Selçuk Dereli |
| Lokvenc 12', 90' Koller 30' Šmicer 37' Galásek 52' (pen.) Baroš 79' Rosický 84' (pen.) Polák 86' |       | 36' Riera | Stadion U Nisy, Liberec diváci: 9 520 rozhodčí: Selçuk Dereli |

| 8. června 2005 kvalifikace MS 2006, skupina 1          |       |            |                                                                      |
| Česko                                                  | 6 – 1 | Makedonie  | Na Stínadlech, Teplice diváci: 14 150 rozhodčí: Arturo Dauden Ibañez |
| Koller 41', 45', 48', 52' Rosický 73' (pen.) Baroš 87' |       | 13' Pandev | Na Stínadlech, Teplice diváci: 14 150 rozhodčí: Arturo Dauden Ibañez |

| 17. srpna 2005 přátelský  |       |                   |                                                         |
| Švédsko                   | 2 – 1 | Česko             | Ullevi, Göteborg diváci: 23 117 rozhodčí: Steve Bennett |
| Larsson 19' Rosenberg 25' |       | 22' (pen.) Koller | Ullevi, Göteborg diváci: 23 117 rozhodčí: Steve Bennett |

| 3. září 2005 kvalifikace MS 2006, skupina 1 |       |       |                                                              |
| Rumunsko                                    | 2 – 0 | Česko | Gheorghe Hagi, Constanța diváci: 7 000 rozhodčí: Terje Hauge |
| Mutu 28', 58'                               |       |       | Gheorghe Hagi, Constanța diváci: 7 000 rozhodčí: Terje Hauge |

| 7. září 2005 kvalifikace MS 2006, skupina 1 |       |               |                                                                 |
| Česko                                       | 4 – 1 | Arménie       | Andrův stadion, Olomouc diváci: 12 015 rozhodčí: Martin Hansson |
| Heinz 47' Polák 52', 76' Baroš 58'          |       | 84' Petrosyan | Andrův stadion, Olomouc diváci: 12 015 rozhodčí: Martin Hansson |

| 8. října 2005 kvalifikace MS 2006, skupina 1 |       |                             |                                                  |
| Česko                                        | 0 – 2 | Nizozemsko                  | Letná, Praha diváci: 17 478 rozhodčí: Alain Sars |
|                                              |       | 31' van der Vaart 38' Opdam | Letná, Praha diváci: 17 478 rozhodčí: Alain Sars |

| 12. října 2005 kvalifikace MS 2006, skupina 1 |       |                              |                                                                                      |
| Finsko                                        | 0 – 3 | Česko                        | Olympijský stadion, Helsinky diváci: 11 234 rozhodčí: Manuel Enrique Mejuto González |
|                                               |       | 6' Jun 51' Rosický 58' Heinz | Olympijský stadion, Helsinky diváci: 11 234 rozhodčí: Manuel Enrique Mejuto González |

| 12. listopadu 2005 kvalifikace MS 2006, baráž |       |            |                                                        |
| Norsko                                        | 0 – 1 | Česko      | Ullevål, Oslo diváci: 24 300 rozhodčí: Massimo Busacca |
|                                               |       | 31' Šmicer | Ullevål, Oslo diváci: 24 300 rozhodčí: Massimo Busacca |

| 16. listopadu 2005 kvalifikace MS 2006, baráž |       |        |                                                   |
| Česko                                         | 1 – 0 | Norsko | Letná, Praha diváci: 17 464 rozhodčí: Graham Poll |
| Rosický 35'                                   |       |        | Letná, Praha diváci: 17 464 rozhodčí: Graham Poll |